# Al-Madżma ar-Rijadi al-Bitruli
Al-Madżma ar-Rijadi al-Bitruli (arab. المجمع الرياضي البترولي; fr. Groupement Sportif des Pétroliers, GS Pétroliers) – klub piłki siatkowej z siedzibą w Algierze w Algierii. Został założony w 1947 roku.

## Sukcesy

### Mężczyźni
- Mistrzostwa Algierii
  -  1. miejsce (10x): 1989, 1991, 1995, 2003, 2004, 2005, 2006, 2007, 2008, 2013
  -  2. miejsce (2x): 2010, 2011
- Puchar Algierii
  -  1. miejsce (11x): 1984, 1988, 1989, 1990, 1991, 1995, 1996, 2003, 2005, 2007, 2010
  -  2. miejsce (2x): 2002, 2006
- Afrykańska Liga Mistrzów
  -  1. miejsce (2x): 1988, 2007
  -  2. miejsce (4x): 1989, 1990, 1991, 1997

### Kobiety
- Mistrzostwa Algierii
  -  1. miejsce (23x): 1978, 1979, 1980, 1983, 1985, 1986, 1987, 1988, 1989, 1990, 1992, 1993, 1997, 1998, 2000, 2001, 2002, 2003, 2007, 2008, 2009, 2010, 2011
  -  2. miejsce (1x): 2012
- Puchar Algierii
  -  1. miejsce (24x): 1978, 1979, 1980, 1981, 1983, 1984, 1986, 1987, 1988, 1990, 1991, 1992, 1997, 2000, 2001, 2002, 2003, 2008, 2009, 2010, 2011, 2012, 2013, 2014
  -  2. miejsce (1x): 2007
- Afrykańska Liga Mistrzyń
  -  1. miejsce (1x): 2014
  -  2. miejsce (3x): 2002, 2008, 2013